# 지요다정 (히로시마현)
지요다정(千代田町)은 히로시마현 북서부에 있던 정으로, 야마가타군에 속했다. 2005년 2월 1일 지요다정이 야마가타군 오아사정·게이호쿠정·도요히라정이 기타히로시마정으로 합병(신설합병), 폐지되었다.

## 역사
- 1889년 4월 1일 - 시정촌 시행으로, 야에촌, 미부촌, 미나미가타촌, 혼지촌, 가와사코촌이 성립하였다.
- 1904년 5월 1일 - 미부촌이 정으로 승격해 미부정이 되었다.
- 1922년 1월 1일 - 야에촌이 정으로 승격해 야에정이 되었다.
- 1954년 11월 3일 - 미부정, 야에정 및, 혼지촌, 가와사코촌이 대등합병해 현재의 정역에 해당하는 지요다정이 성립하였다.
- 2005년 2월 1일 - 지요다정이 오아사정·게이호쿠정·도요히라정과 기타히로시마정으로 합병(신설합병), 폐지되었다.

## 교통

### 도로
- 주고쿠 자동차도
- 하마다 자동차도(일본어판)
- 국도 제261호선 (일본)(일본어판)
- 국도 제433호선 (일본)(일본어판)
- 국도 제434호선 (일본)(일본어판)